# 臺中捷運公司
24°08′23.0″N 121°40′39.7″E / 24.139722°N 121.677694°E
臺中捷運股份有限公司（英語譯名：Taichung Mass Rapid Transit , TMRT），簡稱臺中捷運公司、TMRT，是負責臺中捷運系統營運的公司，為臺中市政府公營事業。

## 歷史
- 2009年10月1日，臺中市政府發布《臺中都會區大眾捷運股份有限公司籌備處設置要點》。
- 2010年1月1日，臺中市政府成立「臺中都會區大眾捷運股份有限公司籌備處」，籌備處所需經費由臺中市政府交通處相關預算支應。1月7日，籌備處於臺中市政府第二辦公大樓（原永琦百貨台中店）4樓舉行揭牌儀式，臺中市副市長蕭家旗兼任籌備處主任。
- 2016年8月9日，臺中市政府制定公布《臺中市臺中捷運股份有限公司組織自治條例》。[2]
- 2017年1月1日，「臺中捷運股份有限公司」成立，實收資本額新臺幣2億元，[2]總部設於臺中市西區民權路101號（與臺中市政府交通局合署辦公）。重新甄選台中捷運商標，並在隔年4月取得商標註冊，但車頭造型的設計備受批評。
- 2019年6月1日，公司總部搬遷至臺中市北屯區松竹路一段1000號（北屯機廠旁）。[3]7月，台中捷運商標重新設計，並向經濟部智慧財產局申請註冊。[4]9月3日，經濟部核定臺中捷運公司英文名稱為：Taichung Mass Rapid Transit Corporation, TMRT。[2]
- 2020年11月16日，客服中心正式上線。[5]
- 2023年7月21日與臺北捷運公司、新北捷運公司、桃園捷運公司及高雄捷運公司共同成立「捷運聯盟」（Metro Taiwan）[6]。

## 歷任董事長
| 任別   | 姓名   | 就任時間       | 卸任時間       | 備註 |
| 董事長 | 董事長 | 董事長         | 董事長         | 董事長                                                                                                   |
| ------ | ------ | -------------- | -------------- | --- |
| 1      | 蔡岡廷 | 2017年1月1日   | 2018年12月24日 | 國立中興大學景觀與遊憩碩士學位學程教授                                                                   |
| 代理   | 林良泰 | 2018年12月25日 | 2019年3月3日   | 逢甲大學運輸與物流學系教授，曾任縣市合併前臺中市政府交通局局長、縣市合併後直轄市首任臺中市政府交通局局長 |
| 2      | 林志盈 | 2019年3月4日   | 2023年3月28日  | 曾任縣市合併前臺中市政府交通局局長、臺北市政府交通局局長                                                 |
| 代理   | 林良泰 | 2023年3月30日  | 2023年5月12日  | 回任代理，因臺中捷運塔吊撞擊事故引起爭議，請辭獲准                                                       |
| 代理   | 吳存金 | 2023年6月1日   | 2023年8月29日  | 臺中市政府地政局局長代理                                                                                 |
| 3      | 顏邦傑 | 2023年8月29日  | 現任           | 曾任臺北捷運公司、高雄捷運公司總經理                                                                     |

## 企業識別

台中捷運企業識別

本標誌以「中」為主軸，線條俐落，呼應捷運快捷便利本質。英文縮寫TMRT，涵義為T（臺中）MRT。

## 外部連結
- 臺中捷運公司 （繁體中文） （页面存档备份，存于）
- 臺中捷運公司的Facebook專頁
- 台中捷運粉好康 （页面存档备份，存于）